# دوايت غايل
دوايت غايل (بالإنجليزية: Dwight Gayle)‏ مواليد 17 أكتوبر 1989 في إنجلترا، هو لاعب كرة قدم إنجليزي يلعب مع كريستال بالاس كمهاجم.

## المسيرة الاحترافية

### أندية لعب لها
- كريستال بالاس انتقل الي نيوكاسل

## روابط خارجية
- دوايت غايل على موقع قاعدة بيانات كرة القدم.إي يو (الإنجليزية)
- دوايت غايل على موقع Soccerbase.com (لاعب) (الإنجليزية)
- دوايت غايل على موقع Soccerway.com (الإنجليزية)
- دوايت غايل على موقع عالم كرة القدم.نت (الإنجليزية)
- دوايت غايل على موقع AS.com (الإسبانية)